# 914년

## 연호
- 후량(後梁) 건화(乾化) 4년
- 후백제(後百濟) 정개(政開) 15년
- 태봉(泰封) 수덕만세(水德萬歲) 4년 / 정개(政開) 원년
- 일본(日本) 엔기(延喜) 14년
- 전촉(前蜀) 영평(永平) 4년

## 기년
- 후량(後梁) 말제(末帝) 2년
- 요(遼) 태조(太祖) 8년
- 신라(新羅) 신덕왕(神德王) 3년
- 후백제(後百濟) 견훤(甄萱) 정개 23년
- 태봉(泰封) 궁예(弓裔) 20년
- 발해(渤海) 대인선(大諲譔) 9년

## 사건
- 궁예(弓裔)가 연호를 정개(政開)로 개원한다.